# کونی‌آکی هایشیما
کونی‌آکی هایشیما (انگلیسی: Kuniaki Haishima؛  – ) موسیقی‌دان، آهنگساز اهل ژاپن بود.